# Азербаев, Надир Абдулкадырович
Надир Абдулкадырович Азербаев (каз. Нәдір Абдулқадырұлы Әзірбаев, 29 июня 1935, Алма-Ата, Казахская ССР, СССР) – казахстанский ученый, доктор геолого-минералогических наук, ученый секретарь Казахстанского отделения Межведомственного литологического комитета СССР, член докторского диссертационного совета, ученый секретарь Республиканского совета по тектонике, главный научный сотрудник ИГН им. К. И. Сатпаева.

## Биография
Родился 29 июня в Алма-Ате в известной семье. Отец, Абдулкадыр Джарасович был знаменитым юристом, а мать София Тажетдинова – учительницей.
В 1959 году окончил горно-геологический факультет Фрунзенского политехнического института. С 1959 по 1961 год работал в Казахском институте минерального сырья (Каз-ИМС). В 1961 году начал работу в ИГН им. К. И. Сатпаева на позиции инженера.
В 1965—1967 годах проходил стажировку в отделе литологии ГИН АН СССР в Москве. В 1972 году защитил кандидатскую диссертацию по теме «Литология ордовикских отложений Байконуровского синклинория». В 1997 году защитил докторскую диссертацию на тему «Осадочные фации венда и нижнего палеозоя каледонид западной части Центрального и Южного Казахстана».
С 1971 по 1991 год являлся ученым секретарем Казахстанского отделения Межведомственного литологического комитета СССР, участвовал в организации и проведении различных республиканских, межсоюзных и международных научных форумов.
В 1982 году, в составе делегации от СССР, принял участие в XI Международном съезде седиментологического конгресса в городе Гамильтон, Канада.
В 1990 году был избран членом Международной ассоциации седиментологов. В 1992—1993 годах работал в Казахско-Американском проекте по геологии и нефтеносности Прикаспийского бассейна.

## Вклад в науку
Является автором более 160 новаторских трудов, в том числе 2 монографий в области геологии и седиментологии. Он проводил исследования во многих районах Казахстана, в том числе: Жезказган-Улытауском, Атасуйском, Шу-Илийском, а также в Большом Каратау и Успенской зоне. Его работы имеют большое научное значение для палеотектоники, палеогеографии, геодинамики и понимания генезиса ванадия.
Им восстановлена история геологического развития Улытау и Большого Карату, а также установлена перспективность обнаружения новакулитов.
Его работа описывает цикличность седиментации во внутренних и внешних частях калеодонид Казахстана. Он сформулировал и описал особенности цикличности подвижных областей, обусловленные тектоническими факторами. Эти работы являются серьезным вкладом в теорию геоцикличности.
Им описаны литостратиграфические комплексы и фации карбона и ранней перми Южно-Эмбинской карбонатной платформы, установлен фациальный ряд от иловых холмов до атоллового рифа и биокластических банок на Тенгиз-Кашаганской карбонатной платформе, где выявлены огромные месторождения нефти.
Совместно с коллегами, им выделены структурно-фациальные зоны и построены карты для каменноугольного периода — времени формирования карбонатных резервуаров нефти и газа.